# Jordi Calavera
Jordi Calavera Espinach (Cabra del Campo, Tarragona, 2 de agosto de 1995) es un futbolista español que juega como defensa en el Polonia Bytom de la I Liga de Polonia. Es hermano del futbolista Josep Calavera.

## Trayectoria
Se formó en las categorías inferiores del Club Gimnàstic de Tarragona y debutó con el primer equipo en la Segunda División B el 25 de agosto de 2013 en un encuentro contra el Club Lleida Esportiu. Durante las temporadas 2013-14 y 2014-15 alternó participaciones con el Gimnàstic y su filial de Tercera División, el C. F. Pobla de Mafumet. El 19 de enero de 2015 fue cedido a la U. E. Olot hasta el 30 de junio. El 9 de septiembre de 2015 hizo su debut en la Copa del Rey en un empate 2-2 en casa contra el Girona F. C. y el 27 del mismo mes se estrenó en Segunda División ante el Real Valladolid C. F. Marcó su primer gol en la categoría el 17 de octubre de 2015, el primero de una victoria por 2-1 contra el Bilbao Athletic.
En marzo de 2016 firmó un contrato con la S. D. Eibar para la temporada 2016-17, aunque finalmente fue cedido al C. D. Lugo. El 29 de agosto de 2017 se confirmó su cesión al Real Sporting de Gijón para la campaña 2017-18. Tras jugar únicamente dos encuentros con el Eibar en la temporada 2018-19, fue cedido al Girona para la 2019-20. Una vez finalizado el curso con el equipo el catalán, rescindió su contrato con la S. D. Eibar y continuó en el Girona F. C. firmando un contrato hasta 2022. El 31 de enero de ese mismo año regresó al Real Sporting de Gijón para jugar como cedido lo que restaba de curso. Una vez este terminó, inició su segunda etapa en el C. D. Lugo tras comprometerse por dos temporadas, aunque quedó libre después de la primera de ellas debido al descenso a Primera Federación.
Después de varios meses sin equipo, el 25 de enero de 2024 se anunció su fichaje por el C. E. Sabadell F. C. hasta el final de la campaña. Descendieron a Segunda Federación y de cara a la temporada siguiente se unió a la S. D. Amorebieta. Con ellos sumó un nuevo descenso a la misma categoría y entonces optó por marcharse a Polonia para jugar en el Polonia Bytom.

## Clubes
| Club                        | País    | Año       |
| --------------------------- | ------- | --------- |
| Club Gimnàstic de Tarragona | España  | 2013-2015 |
| U. E. Olot                  | España  | 2015      |
| C. F. Pobla de Mafumet      | España  | 2015-2016 |
| C. D. Lugo                  | España  | 2016-2017 |
| S. D. Eibar                 | España  | 2017      |
| Real Sporting de Gijón      | España  | 2017-2018 |
| S. D. Eibar                 | España  | 2018-2019 |
| Girona F. C.                | España  | 2019-2022 |
| Real Sporting de Gijón      | España  | 2022      |
| C. D. Lugo                  | España  | 2022-2023 |
| C. E. Sabadell F. C.        | España  | 2024      |
| S. D. Amorebieta            | España  | 2024-2025 |
| Polonia Bytom               | Polonia | 2025-     |